# Fernand Gautret
Fernand (Jean, Edme) Gautret, né le 5 janvier 1862 à Saint-Genis-de-Saintonge (Charente-Maritime), mort le 1er août 1912 à Paris, est un homme politique et haut fonctionnaire français.

## Biographie
Ayant fait ses études à Pons et à Saintes, il est employé à l'inspection d'académie de la Vendée, puis professeur au lycée de La Roche-sur-Yon (Vendée).
Il est élu maire des Sables-d'Olonne (Vendée) en mai 1896, et conseiller général du canton des Sables-d'Olonne.
En 1898, il est élu député de la Vendée. Se présentant comme Républicain indépendant, anti-dreyfusard, il bat le candidat sortant, Georges Batiot, lui-même républicain, mais plus engagé à gauche que lui.
Il est le premier député à proposer, en 1901, une loi accordant le droit de vote aux femmes « majeures, célibataires, veuves ou divorcées ».
Il ne se représente pas en 1902, préférant poursuivre une carrière dans l'administration coloniale. Il est nommé successivement résident-maire de Tourane, de Haïphong et de Hanoï. Gouverneur en 1906, il administre le territoire de Kwang-Tchéou-Wan, concédé par la Chine à la France.
En 1908, il quitte l'Indochine à la suite de sa nomination pour le poste de gouverneur intérimaire de la Guadeloupe mais est rappelé en octobre 1910. Depuis février  1910, il doit faire face à la crise sucrière qui a provoqué la grève du sucre sur l'île. Huit hectares de canne à sucre et des habitations sont incendiés. Le gouverneur passe une nuit entière à négocier avec les grévistes de l'usine sucrière Darboussier. Le 22 février, la ville de Pointe-à-Pitre est à l'arrêt à la suite de l'agissement des grévistes qui réussissent à s'introduire dans l'usine puis dans l'hôtel du gouvernement. Les grévistes de Darboussier repartent avec une augmentation salariale et la journée de huit heures demandées. La grève générale de 1910 se poursuivra jusqu'en mars 1911, date à laquelle le nouveau gouverneur William Fawtier annoncera la fin des grèves agricoles mais estimera néanmoins que la présence des troupes martiniquaises reste encore nécessaire.
Il meurt le 1er août 1912 en son domicile, au no 60, boulevard de Clichy dans le 18e arrondissement de Paris. Il est inhumé au cimetière de Saint-Genis-de-Saintonge .

## Distinctions
- - Officier de la Légion d'honneur
- - Officier d'Académie

## Sources
- « Fernand Gautret », dans le Dictionnaire des parlementaires français (1889-1940), sous la direction de Jean Jolly, PUF, 1960 [détail de l’édition] [texte sur Sycomore]
- Le Courrier de la Vendée, journal républicain, 19 février - 12 juin 1898, journal de campagne de Fernand Gautret (Archives départementales de la Vendée, 4Num229)
- Histoire des Sables-d'Olonne, tome III, 2e cahier : Le XIXe siècle aux Sables-d'Olonne. Société Olona, 1980
- Les oubliés de la République, Jean-Louis Debré, Fayard 2008,  (ISBN 978-2-213-63709-9)